# Darwin (comics)
Pour les articles homonymes, voir Darwin.
Darwin est un mutant appartenant à l'univers de Marvel Comics. Il est apparu pour la première fois dans X-Men : Deadly Genesis #2.
Darwin est un des X-Men 'disparus', ou 'manquants'. C'est un personnage créé à la suite d'un retcon, c'est-à-dire qu'il a été intégré dans l'Univers Marvel après avoir été en action, dans le secret le plus total.

## Biographie du personnage
Né mutant, le jeune métis noir latino Armando Munoz devient le souffre-douleur de sa mère. Il est recueilli par des chercheurs, puis trouvé et adopté par Moira MacTaggert.
Quand les X-Men sont capturés par l'île vivante Krakoa, il est choisi par le Professeur Xavier pour intégrer l'équipe de sauvetage. Leur plan échoue, et deux jeunes mutantes y trouvent la mort. Darwin absorbe leurs restes et s'en sert pour se transformer en énergie, afin de protéger la quatrième recrue, Vulcain.
Des années plus tard, grâce à la réapparition de Vulcain, le Fauve réussit à retrouver le corps de Darwin, en hibernation sur l'île de Krakoa. Il sépare sa forme énergétique de Vulcain, et son pouvoir lui crée alors un nouveau corps.
Une équipe de X-Men est formée pour pourchasser Vulcain dans l'Empire Shi'ar. Elle inclut Warpath, Havok, Polaris, Rachel Summers, Diablo, Charles Xavier et Darwin. Xavier est capturé par des Shi'ar et Darwin réussit à le libérer. 
Darwin est ensuite capturé à son tour et forcé d'être le témoin de Vulcain à son mariage avec Deathbird. Les X-Men et les Frères des étoiles lancent un assaut de rébellion. Vulcain emprisonne Xavier dans le cristal M'Kraan, et c'est encore Darwin qui le libère. Les X-Men retournent ensuite sur Terre.
Lors du crossover World War Hulk, le titan de jade arrive au Manoir pour faire payer Xavier, partiellement responsable de son exil dans l'espace. Les X-Men protègent leur mentor, et Darwin gagne la capacité d'absorber les radiations gamma. Mais Hulk est beaucoup trop fort, et Darwin se téléporte au loin, constatant que le meilleur moyen de survivre est la fuite.
Lors du crossover Messiah Complex, Darwin aide les X-Men à vaincre les Maraudeurs et Predator X.
Il rejoint par la suite Facteur-X. Son propre père veut l'utiliser pour s'enrichir, et il finit à l'hôpital avec une balle dans la tête.

## Pouvoirs et capacités
- Darwin est un mutant possédant le pouvoir d'évolution réactive. La limite de son don est encore inconnue, mais déjà très puissante. Son pouvoir lui permet de s'adapter à tout environnement ou toute situation. Par exemple, il peut gagner la vision nocturne s'il se retrouve dans l'obscurité, des branchies s'il va sous l'eau, une peau ignifugée dans un incendie, convertir son corps en énergie, comprendre un langage en lisant l'alphabet utilisé, se recouvrir d'une carapace épaisse afin d'être protégé des blessures au corps à corps, d'une fourrure afin de résister au froid.
- Lors d'un combat contre Hulk, il s'est téléporté au loin, car c'était sa seule chance de survivre au combat. Il semble qu'il ne fasse pas le poids, face à un adversaire irradié par des rayons gamma.
- Il n'a plus besoin de respirer dans l'espace et peut y survivre sans combinaison, ne craignant pas le froid glacial.

## Cinéma
Darwin est incarné par Edi Gathegi dans X-Men : Le Commencement (2011). Il est recruté par Charles Xavier et Erik Lehnsherr alors qu'il est chauffeur de taxi. Il rejoint de jeunes mutants comme Havok, Angel Salvadore ou encore Mystique. Il est tué par Sebastian Shaw qui lui fait avaler une boule d’énergie.